# Habreuresis
Habreuresis är ett släkte av spindlar. Habreuresis ingår i familjen täckvävarspindlar.
Kladogram enligt Catalogue of Life:
| Habreuresis | \| \| Habreuresis falcata \| \| \| \| \| \| Habreuresis recta \| \| \| \| |
|             | \| \| Habreuresis falcata \| \| \| \| \| \| Habreuresis recta \| \| \| \| |
|             | Habreuresis falcata                                                       |
|             |                                                                           |
|             | Habreuresis recta                                                         |
|             |                                                                           |